# Lucian Mureșan
Lucian kardinál Mureșan (* 23. května 1931 Ferneziu) je rumunský řeckokatolický biskup, vyšší arcibiskup fagarašsko-karlovobělehradský, kardinál, hlava řeckokatolické církve v Rumunsku.
Kněžské svěcení obdržel 19. prosince 1964. 14. března 1990 byl jmenován biskupem Maramureș se sídlem v Baia Mare. Biskupské svěcení mu 27. května téhož roku udělil kardinál Alexandru Todea. O čtyři roky později, 4. července 1994 ho papež Jan Pavel II. jmenoval arcibiskupem Făgărașe a Alba Iulia se sídlem v Blaji. Dne 16. prosince 2005 papež Benedikt XVI. povýšil tuto arcidiecézi na arcibiskupství vyšší a jeho samého do hodnosti vyššího arcibiskupa. Dne 6. ledna 2012 byla ohlášena jeho nominace kardinálem, kterou Benedikt XVI. oficiálně dokončil na konzistoři 18. února téhož roku. Vzhledem k dovršení osmdesáti let se nemůže účastnit konkláve a jmenování tak představuje především ocenění jeho dosavadních zásluh.